# Ле-Фесе
Ле-Фесе́ (фр. Les Fessey) — коммуна во Франции, находится в регионе Франш-Конте. Департамент — Верхняя Сона. Входит в состав кантона Фоконье-э-ла-Мер. Округ коммуны — Люр.
Код INSEE коммуны — 70233.

## География
Коммуна расположена приблизительно в 330 км к востоку от Парижа, в 75 км северо-восточнее Безансона, в 35 км к северо-востоку от Везуля.
На севере коммуны протекает река Брёшен. Около половины территории коммуны покрыто лесами.

## Население
Население коммуны на 2010 год составляло 136 человек.
| 1962 | 1968 | 1975 | 1982 | 1990 | 1999 | 2010 |
| ---- | ---- | ---- | ---- | ---- | ---- | ---- |
| 135  | 120  | 94   | 87   | 96   | 94   | 136  |

## Экономика

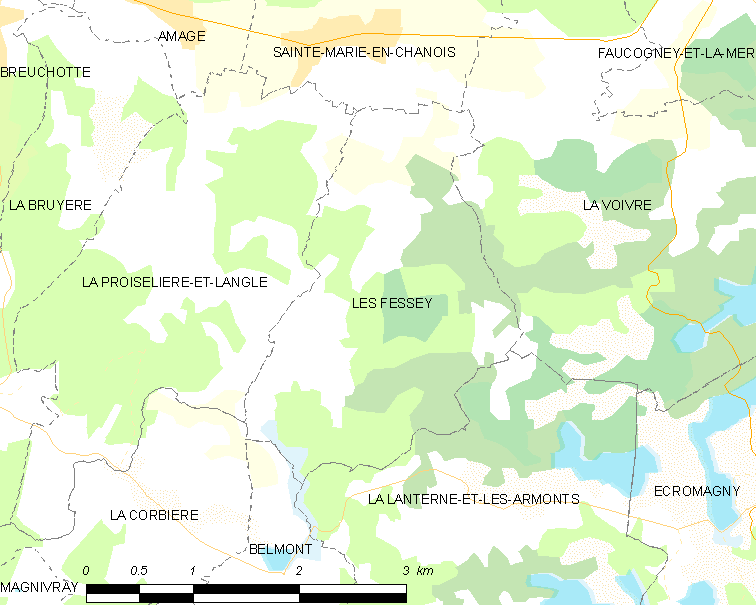
Карта коммуны

В 2010 году среди 89 человек трудоспособного возраста (15-64 лет) 58 были экономически активными, 31 — неактивными (показатель активности — 65,2 %, в 1999 году было 71,7 %). Из 58 активных жителей работали 50 человек (26 мужчин и 24 женщины), безработных было 8 (5 мужчин и 3 женщины). Среди 31 неактивных 6 человек были учениками или студентами, 15 — пенсионерами, 10 были неактивными по другим причинам.